# Умаханов, Айнди Жунайдович
Айнди Жунайдович Умаханов (род. Чеченская Республика) — российский боец смешанных боевых искусств чеченского происхождения, представитель полусредней весовой категории. Выступает на профессиональном уровне с 2015 года, известен по участию в турнирах престижных бойцовских организаций ACA, WFCA.

## Статистика ММА
| Боёв 13  | Побед 11 | Поражений 2 |
| -------- | -------- | ----------- |
| Нокаутом | 2        | 1           |
| Сдачей   | 3        | 1           |
| Решением | 6        | 0           |

| Результат | Рекорд | Соперник             | Способ                                         | Турнир                                               | Дата             | Раунд | Время | Место | Примечание  |
| --------- | ------ | -------------------- | ---------------------------------------------- | ---------------------------------------------------- | ---------------- | ----- | ----- | ----- | ----------- |
| Поражение | 11-2   | Винишиус Круз        | Техническим нокаутом (удары коленями и руками) | ACA 159: Резников - Вартанян                         | 16 июня 2023     | 2     | 2:46  |       |             |
| Поражение | 11-1   | Мурат Тляруков       | Сабмишном (удушение гильотиной)                | ACA 142: Гаджидаудов - Амагов                        | 13 августа 2022  | 2     | 1:43  |       |             |
| Победа    | 11-0   | Жорабек Тешабоев     | Нокаутом (удар)                                | ACA 117: Багов - Сильверио                           | 12 февраля 2021  | 2     | 0:44  |       |             |
| Победа    | 10-0   | Мурат Тляруков       | Решением (единогласным)                        | ACA 111: Абдулвахабов - Сарнавский                   | 19 сентября 2020 | 5     | 5:00  |       |             |
| Победа    | 9-0    | Эрлан Улукбеков      | Решением (единогласным)                        | ACA 100 Fight Day: Grozny                            | 4 октября 2019   | 5     | 5:00  |       |             |
| Победа    | 8-0    | Улугбек Осканов      | Решением (единогласным)                        | WFCA 51 Nobre vs. Zeinulabidov                       | 23 августа 2018  | 5     | 5:00  |       |             |
| Победа    | 7-0    | Василий Курочкин     | Решением (единогласным)                        | WFCA 47 International Tournament                     | 1 апреля 2018    | 5     | 5:00  |       |             |
| Победа    | 6-0    | Жан Пьерр Амба Мволо | Сабмишном (удушение треугольником)             | WFCA Battle on Terek                                 | 29 августа 2017  | 1     | 3:20  |       |             |
| Победа    | 5-0    | Ауйес Тенгизов       | Сабмишном (удушение гильотиной)                | WFCA 29 Grozny Battle                                | 24 сентября 2016 | 1     | 3:19  |       |             |
| Победа    | 4-0    | Мелис Абдрахманов    | Решением (единогласным)                        | WFCA 20 - Grozny Battle                              | 14 мая 2016      | 3     | 5:00  |       |             |
| Победа    | 3-0    | Эльнур Акперов       | Решением (единогласным)                        | WFCA 14 Grozny Battle                                | 30 января 2016   | 3     | 5:00  |       |             |
| Победа    | 2-0    | Младен Крэнджсек     | Нокаутом (удар ногой)                          | WFCA - Grozny Battle 13                              | 26 декабря 2015  | 1     | 1:38  |       |             |
| Победа    | 1-0    | Нурсултан Арсен Ууле | Сабмишном (удушение сзади)                     | World Fighting Championship Akhmat - Grozny Battle 2 | 16 мая 2015      | 1     | 3:10  |       | Дебют в ММА |